# École d'aéronautique pour officiers

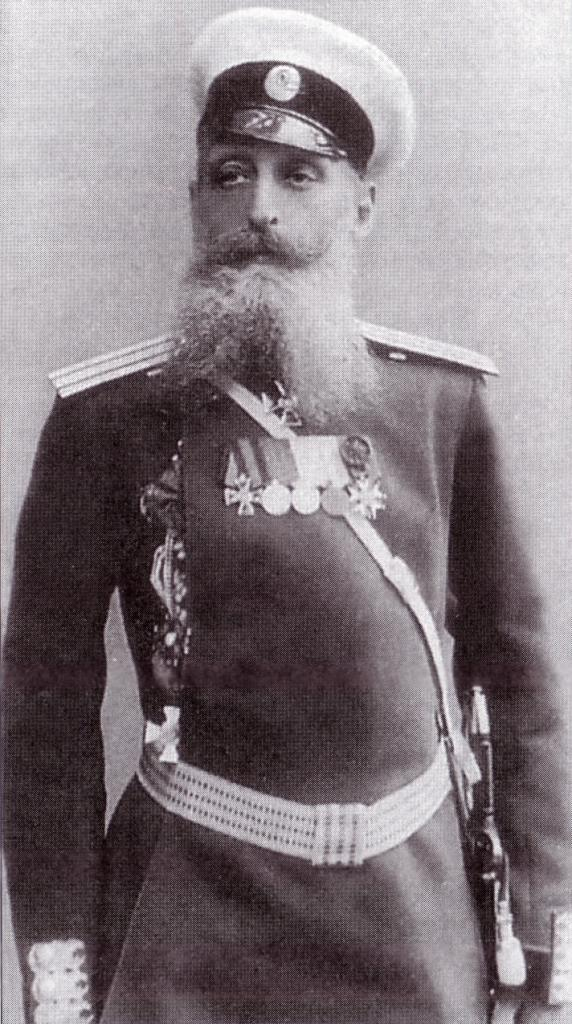
Alexandre Matveïevitch Kovanko, Saint-Pétersbourg, 1904.

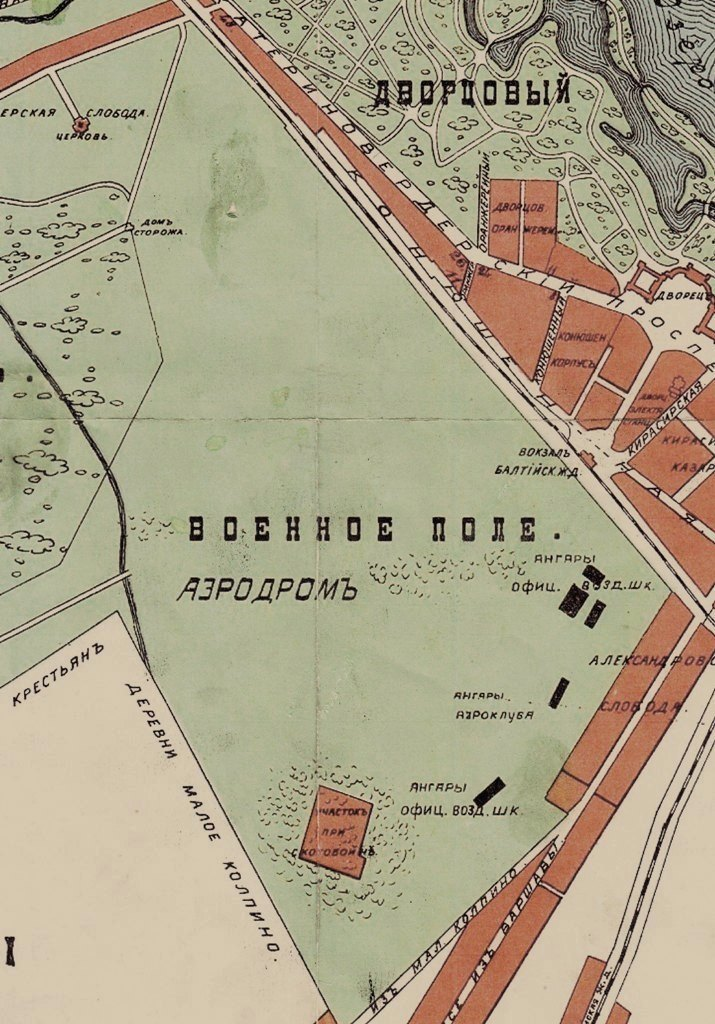
Aérodrome sur le terrain militaire de Gatchina (plan de la ville).

L’école d'aéronautique pour officiers (en russe : Офицерская воздухоплавательная школа) est une école militaire de l'armée impériale russe, destinée à la formation des officiers aéronautes (pilotes) des unités aéronautiques.

## Histoire
L'école est formée en 1910 sur la base du parc d'entraînement aéronautique, situé sur le terrain de Volkov à la périphérie sud de Saint-Pétersbourg. À partir de mai 1911, le département d'aviation de l'école est situé à Gatchina. Le chef de l'école est le major général A. M Kovanko.
L'école d'aéronautique pour officiers a été créée à l'origine comme une école aéronautique. Le directeur de l'école, A.M. Kovanko, était un passionné d'aéronautique et, pendant longtemps, il n'a pas considéré la perspective de développer des machines volantes plus lourdes que l'air. L'opinion de Kovanko était également partagée par le grand-duc Pierre Nikolaïevitch, l'auguste chef du département du génie militaire de l'armée russe.
Cependant, le développement rapide de l'aviation apporte des ajustements aux plans initiaux. À l'automne 1908, les officiers de l'École, les capitaines N. I. Outechev et S. A. Nemtchenko, sont envoyés en France pour étudier l'utilisation de l'aviation dans l'armée. Le 20 décembre 1908, à l'initiative de A. M. Kovanko, des fonds sont alloués pour la construction de cinq avions dans les ateliers du parc. Et à l'automne 1909, le parc reçoit l'autorisation du ministère de la Cour impériale d'installer un aérodrome sur un terrain militaire près de Gatchina pour tester et faire voler des avions. Près de l'aérodrome, près du village de Saalisi, selon le plan du département militaire, un terrain d'entraînement pour le parc aéronautique a été équipé. En avril 1910, A. M. Kovanko nomme l'officier G. G. Gorchkov à la tête de l'aérodrome de Gatchina et met à sa disposition une équipe de soldats, qui commence immédiatement à préparer l'aérodrome. En plus des hangars pour 10 à 12 avions, une petite ville avec des ateliers, un dépôt de gaz, une station météo impromptue et des locaux à bureaux s'est développée à la périphérie de l'aérodrome. L'aérodrome a été officiellement inauguré le 26 mars 1911. Sur l'aérodrome du village de Saalisi sont érigés un mât d'amarrage et un hangar à dirigeables.
Le grand-duc Alexandre Mikhaïlovitch s'intéresse à l'importance que pourrait revêtir l'aviation dans les affaires militaires. À son initiative, en mars 1910, un département de la flotte aérienne est créé au sein du Comité spécial pour la restauration de la flotte navale avec pour objectif de former des pilotes et de s'équiper en appareils. La priorité passe de l'aéronautique à l'aviation.
En 1911, un département provisoire d'aviation est créé à l'école aéronautique des officiers, le lieutenant-colonel S.A. Oulianine est nommé chef du département. En 1911, 16 officiers dont 6 de l'état-major général sont détachés au service de l'aviation pour y être formés : 10 officiers ont été formés comme pilotes et les 6 officiers de l'état-major comme observateurs. En outre 32 officiers ont été familiarisés avec l'aviation ayant reçu une pratique de vol et 10 soldats ont été formés à la réparation d'avions, 21 soldats au montage et réglage d'appareils, 15 mécaniciens ont été formés.
En septembre 1912, le service provisoire est transformé en service permanent de l'aviation. La tâche du département était de préparer les officiers et les grades inférieurs au service dans les détachements d'aviation des compagnies aéronautiques et de mener des expériences et des vérifications pratiques pour déterminer l'adéquation des nouveaux aéronefs à des fins militaires.
Les officiers de l'école d'aéronautique étaient engagés dans des activités de conception, leurs inventions ont grandement contribué au développement de l'aviation nationale. S. A. Oulianine était membre à part entière de la Société technique impériale de Russie et s'occupait des problèmes de photographie aérienne, en 1908 il reçut un brevet pour l'invention d'un appareil photographique pour l'enregistrement automatique de données photogrammétriques (l'appareil fut utilisé jusque dans les années 1920). En 1915, il a reçu un brevet pour le principe de la télécommande des véhicules et en 1915, il a reçu un brevet pour l'invention du gyroscope. À l'aérodrome de Gatchina, de nombreuses expériences ont été menées sur l'utilisation de l'aviation pour des manœuvres militaires et à des fins scientifiques. Les premières expériences en Russie sur l'utilisation des communications sans fil dans l'aviation ont également été menées ici.
En 1912, dans le camp de l'école aéronautique des officiers de Saalisi (Kotelnikovo), un parachute fondamentalement nouveau appelé RK-1 créé par G. E. Kotelnikov a été testé.Les expériences sur l'utilisation au combat des dirigeables se sont poursuivies à l'école. Le 15 août 1912, l'École aéronautique des officiers a mené des expériences de tir à partir des dirigeables Lebed, Iastreb, Albatros. Le tir au fusil-mitrailleur léger Madsen sur des cibles au sol à une hauteur de 600 mètres a donné de bons résultats .

### École d'aviation militaire de Gatchina
Le 19 juillet 1914, l'école aéronautique des officiers devient l'école d'aviation militaire de Gatchina. S. A. Oulianine en est nommé directeur puis, à partir du 13 août 1917, lui succède le Capitaine Boreïko. En 1914-1915, 175 officiers pilotes, 57 soldats pilotes et 20 officiers volontaires sont formés à l'école.
Début 1918, en lien avec la menace d'une offensive allemande sur Petrograd, il est décidé d'évacuer l'école vers Samara. Trois cents avions sont transférés, ainsi qu'un grand nombre de pièces de rechange et de moteurs, de vastes installations de stockage, des hangars, des ateliers d'aviation. Les premiers trains ont été envoyés en février 1918. Tous les trains appartenant à l'école de Gatchina n'ont pas atteint Samara, car Samara a été capturée par les légions tchécoslovaques. Plus tard, 10 trains avec avions et équipements ont été envoyés à Iegorievsk près de Moscou. L'école a existé à Iegorievsk jusqu'en 1924, date à laquelle elle a été déplacée à Leningrad.
Le 1er avril 1918, l'école de Gatchina a été renommée « École d'aviation socialiste de Gatchina de la flotte aérienne rouge des travailleurs et des paysans ». Elle forme des pilotes d'aviation de reconnaissance.

## Liens
- Parc Aéronautique. Un site consacré au 100e anniversaire du HSE
- École d'officier aéronautique
- Korol V. V. Ailes de Saint-Pétersbourg. SPb., 2000.
- Cuirasses des grades militaires des troupes du génie de l'armée russe de la fin du XIXe - début du XXe siècle.
- Histoire de l'aérodrome de Gatchina